# Ranunculus pamiri
Ranunculus pamiri är en ranunkelväxtart som beskrevs av Sergei Ivanovitsch Korshinsky. Ranunculus pamiri ingår i släktet ranunkler, och familjen ranunkelväxter. Inga underarter finns listade i Catalogue of Life.